# 이시무라 마이하
이시무라 마이하(石村舞波, 1992년 11월 20일 - )는 일본 지바현 출신의 전 아이돌 가수이다. 전 오스카 프로모션 소속.

## 특징
- 2005년 봄의 Berryz코보 콘서트 투어《스위치 ON!》에서 의상에 달린 번호는《14》(이=1, 시=4). 이시무라 졸업 후의 2006년 신춘에 개최된《Hello! Project 2006 Winter ~원더풀 하츠~》콘서트에서는 이시카와 리카가 번호《14》가 달린 의상을 입었다.
- 2005년 10월 2일, 도쿄 후생 연금 회관에서 열린《스위치 ON!》최종일에서 Berryz코보 및 헬로! 프로젝트를 졸업, 은퇴하여 그 후에는 학업에 전념하고 있다.
- 2014년, 오스카 프로모션에 재적해 연예계에 복귀했다. 후에 2015년에 소속사를 퇴소 및 다시 은퇴했다.

## 활동
헬로! 프로젝트, 헬로! 프로젝트 키즈 및 각 소속 유닛에서의 활동은 각각의 항목을 참조.

### 텔레비전 방송
- 제54회 NHK 홍백가합전에서 마츠우라 아야《ね~え?》의 백댄서로서
- 미소녀일기Ⅲ (쇼난 기와집 이야기) 게스트

### 영화
- 강아지 단의 이야기 (2002년 12월 14일 개봉, 도에이)

## 소속 유닛
- 셔플 유닛
  - H.P.올스타즈 (2004년)
- 리틀 갓타스 (갓타스 브릴리언티스 H.P. 유스 팀) (2004년 - 2005년)